# Oporinia dilutata
Oporinia dilutata là một loài bướm đêm trong họ Geometridae.